# Vaccinium jagori
Vaccinium jagori är en ljungväxtart som beskrevs av Otto Warburg. Vaccinium jagori ingår i Blåbärssläktet, och familjen ljungväxter. Inga underarter finns listade i Catalogue of Life.